# アスハト・ジトケエフ
アスハト・ジトケエフ（Askhat Rasulovich Zhitkeyev、1981年4月13日- ）は、カザフスタンのアスタナ出身の柔道選手。階級は100kg級。身長187cm。妻は元バレーボール選手のイエレナ・パブロワ。

## 人物
2001年の世界選手権100kgでは準々決勝で日本の井上康生に敗れるが3位となった。2004年のアテネオリンピックでは2回戦でベラルーシのイハル・マカラウに掬投で敗れるなどして7位にとどまった。2006年のアジア大会100kg級で3位になると、無差別にも出場してこちらでも3位となった。2008年北京オリンピックでは準決勝でオランダのヘンク・フロルを隅返で破ったものの、決勝ではモンゴルのナイダン・ツブシンバヤルに技ありで敗れたが銀メダルを獲得した。

## 主な戦績
- 1998年 - 世界ジュニア　7位(90kg級)
- 2001年 - 世界選手権　3位
- 2002年 - アジア大会　3位
- 2002年 - 世界学生　3位
- 2003年 - 中央アジア競技大会　優勝
- 2003年 - アジア選手権　優勝
- 2004年 - ドイツ国際　3位
- 2004年 - アジア選手権　優勝
- 2004年 - アテネオリンピック　7位
- 2005年 - アジア選手権　2位
- 2006年 - アジア大会　100kg級　3位　無差別　3位
- 2008年 - フランス国際　5位
- 2008年 - アジア選手権　優勝
- 2008年 - 北京オリンピック　2位